# Antonio Quistelli
Antonio Quistelli (ur. 15 kwietnia 1950 w Bari, zm. 11 maja 1998 tamże) – włoski zapaśnik walczący w stylu klasycznym.

## Kariera sportowa
Olimpijczyk z Montrealu 1976, gdzie odpadł w eliminacjach w kategorii do 48 kg.
Brązowy medalista mistrzostw Europy w 1974 roku.